# Justin Saliba
Justin Anthony Saliba (* 7. November 1994) ist ein professioneller US-amerikanischer Pokerspieler. Er ist zweifacher Braceletgewinner der World Series of Poker.

## Persönliches
Saliba wuchs mit einem Bruder und einer Schwester in Beavercreek im US-Bundesstaat Ohio auf. Dort besuchte er die Beavercreek High School und studierte anschließend Chemieingenieurwesen an der University of Dayton. Der 196 cm groß gewachsene Amerikaner spielte nebenbei als Torhüter für die Dayton Flyers, die Fußballmannschaft seiner Universität. Saliba lebt in Las Vegas.

## Pokerkarriere

### Werdegang
Saliba erzielte Mitte Juni 2019 unter seinem Nickname Jsaliba2 eine Geldplatzierung bei einem online ausgespielten Turnier der World Series of Poker (WSOP). Auch bei der aufgrund der COVID-19-Pandemie erstmals ausgespielten World Series of Poker Online (WSOPO) kam er ab Juli 2020 sechsmal auf die bezahlten Plätze. Seine erste Geldplatzierung bei einem Live-Pokerturnier erzielte der Amerikaner Ende Januar 2021 beim Main Event der World Poker Tour (WPT) in Hollywood im US-Bundesstaat Florida. Im Juni 2021 erreichte er beim dritten Turnier der US Poker Open den Finaltisch und beendete das Event auf dem mit knapp 50.000 US-Dollar dotierten sechsten Platz. Bei der WSOPO 2021 gewann Saliba das High Roller Freezeout und sicherte sich ein Bracelet sowie den Hauptpreis von über 250.000 US-Dollar. Mitte Oktober 2021 war er auch erstmals bei der live ausgespielten WSOP-Hauptturnierserie im Rio All-Suite Hotel and Casino in Paradise am Las Vegas Strip erfolgreich und kam bei zwei Turnieren der Variante No Limit Hold’em in die Geldränge. Im Hotel Bellagio am Las Vegas Strip wurde der Amerikaner Mitte Dezember 2021 beim WPT-Main-Event Zwölfter und erhielt rund 100.000 US-Dollar. Bei der WSOP 2022, die erstmals im Bally’s Las Vegas und Paris Las Vegas ausgespielt wurde, erreichte er einen Finaltisch und belegte den mit knapp 200.000 US-Dollar dotierten vierten Rang. Ende September 2022 wurde Saliba beim sechsten Event der Poker Masters im Aria Dritter und sicherte sich 116.400 US-Dollar. Bei der WSOPO 2022 siegte er beim Super High Roller und wurde mit seinem zweiten Bracelet sowie mehr als 150.000 US-Dollar prämiert. Ende November 2022 saß der Amerikaner beim High Roller der Rock ’N’ Roll Poker Open in Hollywood am Finaltisch und erhielt als Dritter aufgrund eines Deals mit zwei anderen Spielern ein Preisgeld von über 400.000 US-Dollar. Ins Jahr 2023 startete er mit Finaltischen beim Borgata Championship Event in Atlantic City und beim High Roller der Lucky Hearts Poker Open in Hollywood sowie einem Turniersieg beim vierten Event des PokerGO Cup im Aria, was Saliba innerhalb von rund 2 Wochen Preisgelder von über 850.000 US-Dollar einbrachte. Anfang August 2023 belegte Saliba bei der Triton Poker Series in London einen dritten Platz und erhielt sein bislang höchstes Preisgeld von 690.000 US-Dollar.
Insgesamt hat sich Saliba mit Poker bei Live-Turnieren mehr als 4 Millionen US-Dollar erspielt.

### Braceletübersicht
Saliba kam bei der WSOP 41-mal ins Geld und gewann zwei Bracelets:
| Jahr   | Buy-in (in $) | Turnier                                           | Teilnehmer | Preisgeld (in $) |
| ------ | ------------- | ------------------------------------------------- | ---------- | ---------------- |
| 2021 O | 05.300        | WSOP.com – No Limit Hold’em High Roller Freezeout | 188        | 253.800          |
| 2022 O | 10.000        | WSOP.com – Super High Roller 8-Max                | 052        | 154.752          |